# Malakka op de Olympische Zomerspelen 1956
Malakka debuteerde op de Olympische Spelen tijdens de Olympische Zomerspelen 1956 in Melbourne, Australië. Het land zou later in 1963, samen met andere landen, opgaan in Maleisië.

## Resultaten en deelnemers per onderdeel

### Atletiek
Mannen 100 meter
- Raja Azlam, B.N.A.
  - Heats — 11,2 s (→ ging niet verder)
- Karuppiah, S.
  - Heats — 11,3 s (→ ging niet verder)
- Lee, K.F.
  - Heats — 11,6 s (→ ging niet verder)

Mannen 200 meter
- Lee, L.K.F.
  - Heats — 23,7 s (→ ging niet verder)

Mannen 400 meter
- Kenneth Perera
  - Heats — geen tijd geregistreerd (→ ging niet verder)
- Rahim Bin Ahmad, A.
  - Heats — 50,8 s (→ ging niet verder)

Mannen 800 meter
- Hari Chandra, M.
  - Heats — geen tijd geregistreerd (→ ging niet verder)
- Kenneth Perera
  - Heats — geen tijd geregistreerd (→ ging niet verder)

Vrouwen 100 meter
- Choong, A.
  - Heats — 12,5 s (→ ging niet verder)

### Hockey

#### Mannentoernooi
- Voorronde (Groep B) → 3e plaats in de groep
  - Gelijk tegen Groot-Brittannië (2-2)
  - Verloor van Australië (3-2)
  - Gelijk tegen Kenia (1-1)
- Spelers
  - Nadarajah
  - Shanmuganathan
  - Chua Eng Cheng
  - Sankey, P.S.
  - Shepherdson, M.F.
  - Toft, G.D.
  - Devendran
  - Chua Eng Kim
  - Lawrence, T.
  - Karim, A.
  - Sheikh Ali
  - Hamzah
  - Van Huizen, P.
  - Vias, W.
  - Selvanayagam, S.
  - Gian Singh
  - Arul, N.

### Schieten
Vrij pistool
- Chong, J.K.L.
  - 438 punten (→ 33e plaats)

Kleiduiven
- Moe, F.K.
  - 145 punten (→ 28e plaats)
- Liew, F.S.
  - 140 punten (→ 29e plaats)

### Zwemmen
Mannen 100 meter rugslag
- Lim, H.C.
  - Heats — 1.12,4 (→ ging niet verder)

Mannen 200 meter vlinderslag
- Fong, S.
  - Heats — 2.56,0 (→ ging niet verder)

### Gewichtheffen
Vedergewicht
- Koh Eng Tong
  - 285 kilo (→ 17e plaats)

Middengewicht
- Chan Pak Lum
  - Trok zich terug na twee onderdelen (→ 14e plaats)

Halfzwaargewicht
- Tan, K.B.
  - 395 kilo (→ 6e plaats)

Afghanistan · Argentinië · Australië · Bahama's · België · Bermuda · Birma · Brazilië · Brits-Guiana · Bulgarije · Cambodja* · Canada · Ceylon · Chili · Colombia · Cuba · Denemarken · Duits eenheidsteam · Egypte* · Ethiopië · Fiji · Filipijnen · Finland · Frankrijk · Griekenland · Groot-Brittannië · Hongarije · Hongkong · Ierland · IJsland · India · Indonesië · Iran · Israël · Italië · Jamaica · Japan · Joegoslavië · Kenia · Liberia · Luxemburg · Malakka · Mexico · Nederland* · Nieuw-Zeeland · Nigeria · Noord-Borneo · Noorwegen · Oeganda · Oostenrijk · Pakistan · Peru · Polen · Portugal · Puerto Rico · Roemenië · Singapore · Sovjet-Unie · Spanje* · Taiwan · Thailand · Trinidad en Tobago · Tsjecho-Slowakije · Turkije · Uruguay · Venezuela · Verenigde Staten · Vietnam · Zuid-Afrika · Zuid-Korea · Zweden · Zwitserland*

*alleen deelgenomen in Stockholm